# مدیر ارشد فناوری اطلاعات
مدیر ارشد فناوری اطلاعات (به انگلیسی: Chief Information Officer) (به اختصار سی‌آی‌اُ (به انگلیسی: CIO)) بالاترین مقام تصمیم‌گیرندهٔ حوزهٔ فناوری اطلاعات و ارتباطات یک سازمان و یکی از مهمترین مدیریت های اجرایی سازمان هاست. این مدیر به مدیر عامل (مدیر ارشد اجرایی: CEO) گزارش می‌دهد. این مدیر معمولاً عضو هیئت اجرایی ارشد سازمان نیز می‌باشد. مهارت‌های فنی مورد نیاز این مدیر برای همهٔ سازمان‌ها یکسان نیستند و هر سازمانی نسبت به مأموریت و شرح وظایف خود، مهارت‌های فنی ویژه‌ای را برای این سمت تعریف می‌کند.
در گذشته نیاز به مهارت‌های فنی عمومی همچون علوم انفورماتیک، مهندسی نرم‌افزار و سیستم‌های اطلاعاتی برای این سمت ذکر می‌شد که امروزه به هیچ وجه همگانی نیست. به‌تازگی توانایی‌های مدیریتی مورد نظر برای CIO را تیزهوشی تجاری و چشم‌اندازهای استراتژیک، مقدم بر مهارت‌های فنی شخص ذکر می‌کنند.
نقش CIO گاهی به مدیر ارشد دانش یا CKO بسط داده می‌شود (مدیری که نه‌تنها با اطلاعات بلکه با دانش نیز سروکار دارد). همچنین نقش CIO گاهی با مدیر ارشد تکنولوژی یا CTO تعویض می‌شود (مدیر chief technical officer معمولاً بیشتر با توسعه و بهبود نرم‌افزاری و تحقیقات علمی سروکار دارد) عمر ماندگاری یک CIO در یک سازمان معمولاً هفت سال و درآمد میانگین او در کشور آمریکا سالانه ۱۸۵٫۱۲۵ دلار است. در نظرسنجی انجام‌گرفته در سال ۲۰۰۶ از مدیران، ۴۱ درصد از CIO ها اعلام کردند که به دنبال موقعیت بهتر در سازمان دیگری هستند. این در حالی است که ۵۹ درصد نیز اعلام کردند موقعیت دیگری را دنبال نمی‌کنند.

## مأموریت یک CIO
تهیهٔ چشم‌انداز و رهبری توسعه و پیاده‌سازی فناوری اطلاعات در سازمان با این هدف که سازمان سریع‌تر به اهدافش دست پیدا کند، که «مزیت رقابتی» یکی از آنهاست.